# Woodland (Minnesota)
Woodland és una població dels Estats Units a l'estat de Minnesota. Segons el cens del tenia 480 habitants.

## Demografia
Segons el cens del 2000, Woodland tenia 480 habitants, 173 habitatges, i 144 famílies. La densitat de població era de 325,1 habitants per km².
Dels 173 habitatges en un 38,7% hi vivien nens de menys de 18 anys, en un 76,3% hi vivien parelles casades, en un 5,8% dones solteres, i en un 16,2% no eren unitats familiars. En el 13,3% dels habitatges hi vivien persones soles el 4% de les quals corresponia a persones de 65 anys o més que vivien soles. El nombre mitjà de persones vivint en cada habitatge era de 2,77 i el nombre mitjà de persones que vivien en cada família era de 3,06.
Per edats la població es repartia de la següent manera: un 28,1% tenia menys de 18 anys, un 5% entre 18 i 24, un 18,3% entre 25 i 44, un 36,7% de 45 a 60 i un 11,9% 65 anys o més.
L'edat mediana era de 44 anys. Per cada 100 dones de 18 o més anys hi havia 93,8 homes.
La renda mediana per habitatge era de 153.881$ i la renda mediana per família de 175.000$. Els homes tenien una renda mediana de 100.000$ mentre que les dones 46.250$. La renda per capita de la població era de 95.495$. Entorn del 3,8% de les famílies i el 4,6% de la població estaven per davall del llindar de pobresa.

## Poblacions més properes
El següent diagrama mostra les poblacions més properes.